# Мельтіна
Мельтіна (італ. Meltina) — муніципалітет в Італії, у регіоні Трентіно-Альто-Адідже,  провінція Больцано.
Мельтіна розташована на відстані близько 530 км на північ від Рима, 60 км на північ від Тренто, 12 км на північний захід від Больцано.

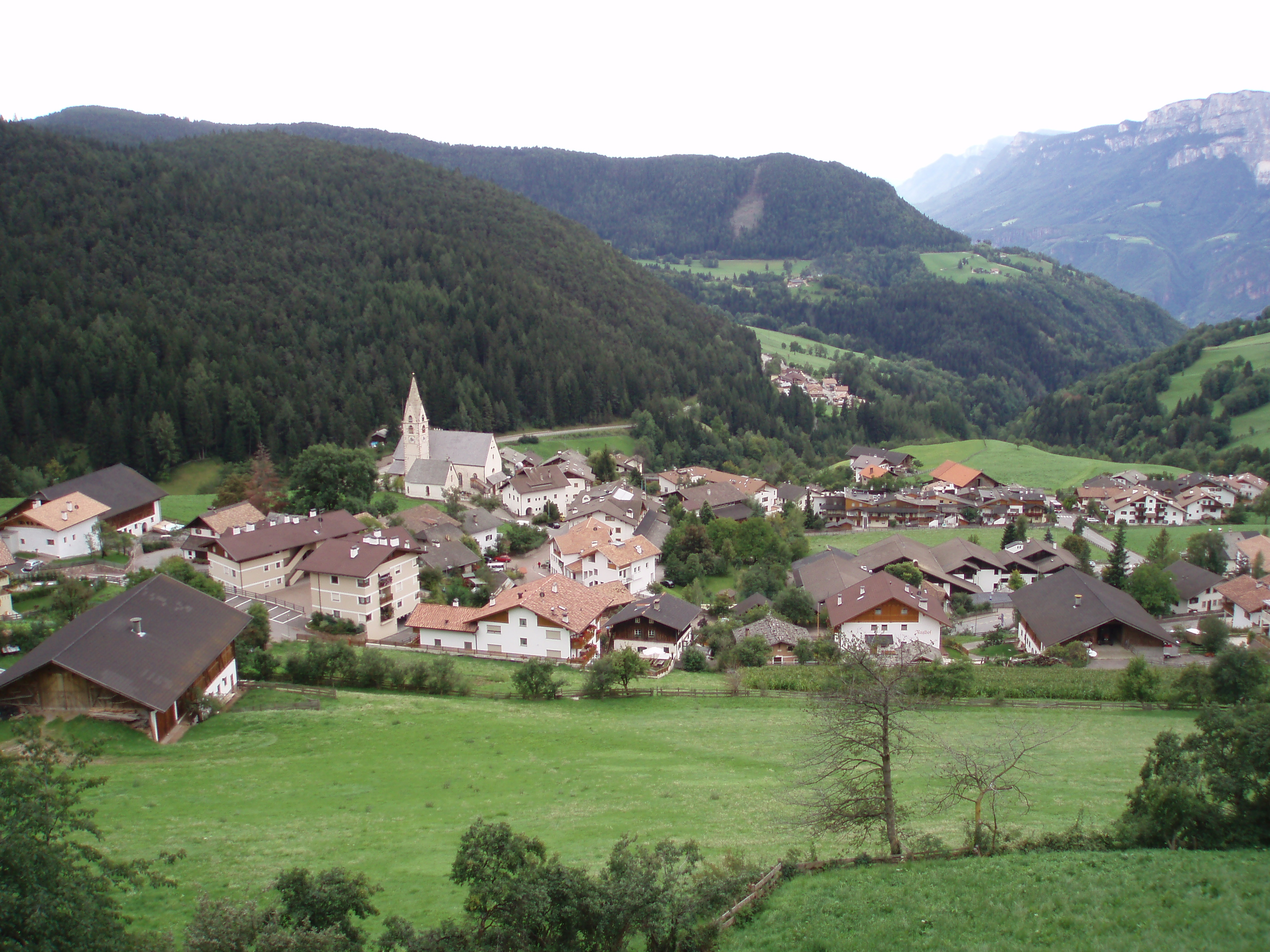

Населення — 1662 особи (2014).

## Демографія
Населення за роками:

Станом на 1 січня 2023 року в муніципалітеті офіційно проживало 65 іноземців з 22 країн, серед них 32 громадяни країн Євросоюзу та 5 громадян України.

## Сусідні муніципалітети
- Гаргаццоне
- Посталь
- Сан-Дженезіо-Атезіно
- Сарентіно
- Терлано
- Верано